# プセウドビハラムラサキシジミ
プセウドビハラムラサキシジミ（学名：Arhopala pseudovihara ）は、チョウ目（鱗翅目）アゲハチョウ上科シジミチョウ科に分類されるチョウの一種。フィリピン固有種。

## 分布
ミンダナオ島、レイテ島、ミンドロ島に分布する。

## 形態
前翅長は約23mm-27mm。ムラサキシジミ属は多くの種を含む大属で裏面の斑紋がよく似た種が多く、同定に悩まされる。　本種はオエノトリアムラサキシジミ (A. oenotria)とアエディアスムラサキシジミ (A. aedias)　によく似ているが、大型で裏面の前後翅外中央斑列がはるかに内側に位置することにより区別できる。メスではオエノトリアムラサキシジミの翅表は一様に茶褐色、アエディアスムラサキシジミとは色調が異なるなどで区別できる。

## 生態
比較的個体数は多いが、今のところ年何回発生しているのか定かでない。